# Hydrellia pontederiae
Hydrellia pontederiae är en tvåvingeart som beskrevs av Deonier 1993. Hydrellia pontederiae ingår i släktet Hydrellia och familjen vattenflugor.
Artens utbredningsområde är Florida. Inga underarter finns listade i Catalogue of Life.